# Teatre grec de Tíndaris
El Teatre grec de Tíndaris és un teatre de Tíndaris (Sicília), construït al final del segle iv aC i posteriorment remodelat en l'època dels romans, amb una nova decoració i adaptació dels espais per als jocs de l'amfiteatre. Tenia una capacitat per a 3.000 espectadors. Des de 1956 s'hi ha creat un festival d'art que inclou demostracions de dansa, música i, per descomptat, teatre.